# Spruit (lichenologie)

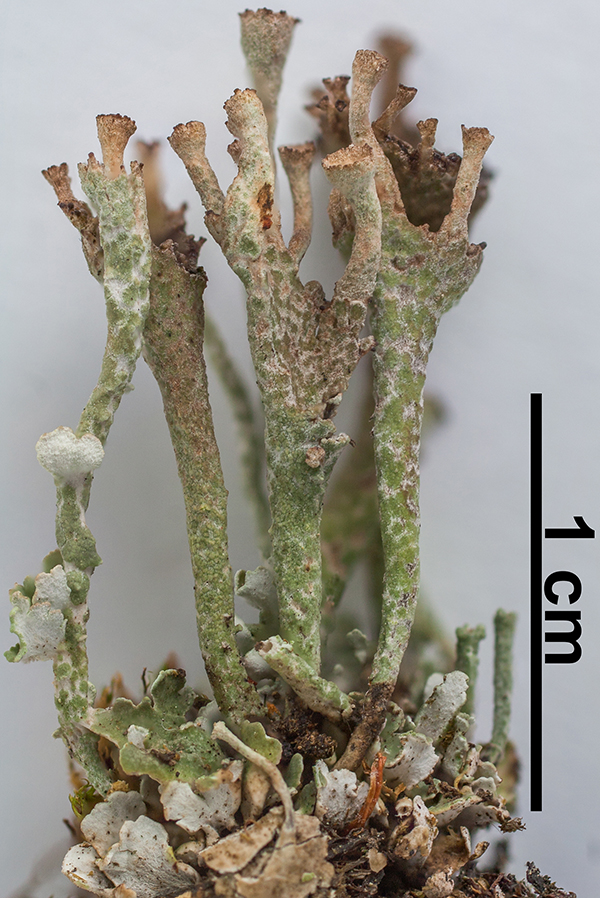
Gewoon stapelbekertje met veel spruiten.

Met een spruit bedoeld men in de lichenologie een bekervormig podetium dat uit een ander bekervormig podetium groeit. Korstmossen die spruiten hebben noemt men spruitend. Het wel of niet vormen van spruiten is bij de determinatie van korstmossen een belangrijk kenmerk, vooral bij het geslacht Cladonia.